# Norman Johnson
Norman Woodason Johnson (n. 12 noiembrie 1930, Chicago, Illinois, SUA – d. 13 iulie 2017, Seekonk⁠(d), Massachusetts, SUA) a fost un matematician la Wheaton College, Norton, Massachusetts.

## Familia și educația
Norman Johnson s-a născut la 12 noiembrie 1930 în Chicago. Tatăl său avea o librărie și publica un ziar local.
Johnson și-a obținut licența în matematică în 1953 la Carleton College din Northfield, Minnesota, urmată de un master la Universitatea din Pittsburgh. După absolvirea facultății, în 1953, Johnson a executat serviciul civil alternativ din motive de conștiință. Și-a făcut doctoratul la Universitatea din Toronto în 1966, cu o teză intitulată The Theory of Uniform Polytopes and Honeycombs (în română Teoria politopurilor și a fagurilor uniformi), sub conducerea lui H.S.M. Coxeter. Apoi a ocupat un post în cadrul Departamentului de Matematică al Colegiului Wheaton din Massachusetts și a predat până la pensionare, în 1998.

## Cariera
În 1966 a enumerat 92 de poliedre convexe neuniforme cu fețe regulate. Mai târziu, în 1969, Victor Zalgaller a demonstrat că lista lui Johnson era completă, iar setul este acum cunoscut sub numele de poliedre Johnson.
Tot lui Johnson i se atribuie și denumirea tuturor poliedrelor stelate uniforme și a dualelor lor, așa cum au fost publicate în cărțile de construcție ale modelelor Polyhedron models (în română Modele de poliedre) (1971) și Dual models (în română Modele duale) (1983) de Magnus Wenninger.

## Ultimele lucrări
A finalizat forma finală a cărții sale Geometries and Transformations (în română Geometrii și Transformări) cu puțin timp înainte de decesul său, survenit la 13 iulie 2017, și aproape și-a terminat manuscrisul despre politopuri uniforme.

## Lucrări
- — (1 mai 1960). „A Geometric Model for the Generalized Symmetric Group”. Canadian Mathematical Bulletin. 3 (2): 133–142. doi:10.4153/CMB-1960-016-7.
- Grünbaum, Branko; — (ianuarie 1965). „The Faces of a Regular-Faced Polyhedron”. Journal of the London Mathematical Society. s1-40 (1): 577–586. doi:10.1112/jlms/s1-40.1.577.
- — (ianuarie 1966). „Convex polyhedra with regular faces”. Canadian Journal of Mathematics. 18: 169–200. doi:10.4153/cjm-1966-021-8. ISSN 0008-414X. MR 0185507. Zbl 0132.14603.
- — (1966). The theory of uniform polytopes and honeycombs (Teză). University of Toronto. OL 14849556M. Arhivat din original la 20 mai 2022. Accesat în 20 mai 2022.
- — (decembrie 1969). „Euclidean Geometry and Convexity by Russell V. Benson (review)”. The American Mathematical Monthly. 76 (10): 1165–1160. doi:10.2307/2317227. JSTOR 2317227.
- — (ianuarie 1981). „Absolute Polarities and Central Inversions”.  În Davis, C.; Grünbaum, B.; Sherk, F. A. The Geometric Vein. New York City: Springer Nature. pp. 443–464. doi:10.1007/978-1-4612-5648-9_28. ISBN 978-1-4612-5648-9.
- —; Weiss, Asia Ivić (iulie 1999). „Quaternionic modular groups”. Linear Algebra and Its Applications. 295 (1): 159–189. doi:10.1016/S0024-3795(99)00107-X.
- —; Weiss, Asia Ivić (decembrie 1999). „Quadratic Integers and Coxeter Groups”. Canadian Journal of Mathematics. 51 (6): 1307–1336. doi:10.4153/CJM-1999-060-6.
- —; Kellerhals, Ruth; Ratcliffe, John G.; Tschantz, Steven T. (decembrie 1999). „The size of a hyperbolic Coxeter simplex”. Transformation Group. 4 (4): 329–353. doi:10.1007/BF01238563.
- —; Kellerhals, Ruth; Ratcliffe, John G.; Tschantz, Steven T. (15 aprilie 2002). „Commensurability classes of hyperbolic Coxeter groups”. Linear Algebra and Its Applications. 345 (1–3): 119–147. doi:10.1016/S0024-3795(01)00477-3.
- — (2012). „Regular Inversive Polytopes”.  În Deza, Michel; Petitjean, Michel; Markov, Krassimir. Mathematics of Distances and Applications. Sofia: ITHEA. Arhivat din original la 20 mai 2022. Accesat în 19 mai 2022.
- — (7 iunie 2018). Geometries and Transformations. ISBN 978-1-107-10340-5. OCLC 1043026091. OL 27839953M. Accesat în 20 mai 2022.